# Boikenapfel
Der Boikenapfel ist eine Sorte des Kulturapfels. Der Boikenapfel gehört in die Familie der Gulderlinge und ist nicht mit dem Riesenboikenapfel und dem Neuhäuser Boikenapfel verwandt.
Als Baum wächst er mäßig, bildet eine sehr hohe, flach gewölbte Krone. Die Sorte ist schorf- und krebsanfällig, gedeiht dafür in geeigneten Höhenlagen umso besser.
Das Fruchtfleisch ist schneeweiß, anfangs fest, fein und saftreich, von angenehm gewürzhaftem, weinsäuerlichem Geschmack.

## Abstammung und Verbreitung
Dieser Apfel war in der Umgebung von Bremen verbreitet und soll nach einem früheren Deichvoigt Boike benannt worden sein.
Johann Georg Conrad Oberdieck machte bereits 1860 in Berlin auf diese Sorte aufmerksam, aber erst in Trier (1874) wurde er vom deutschen Pomologenverein unter die 50 zu empfehlenden Sorten aufgenommen.

## Ansprüche

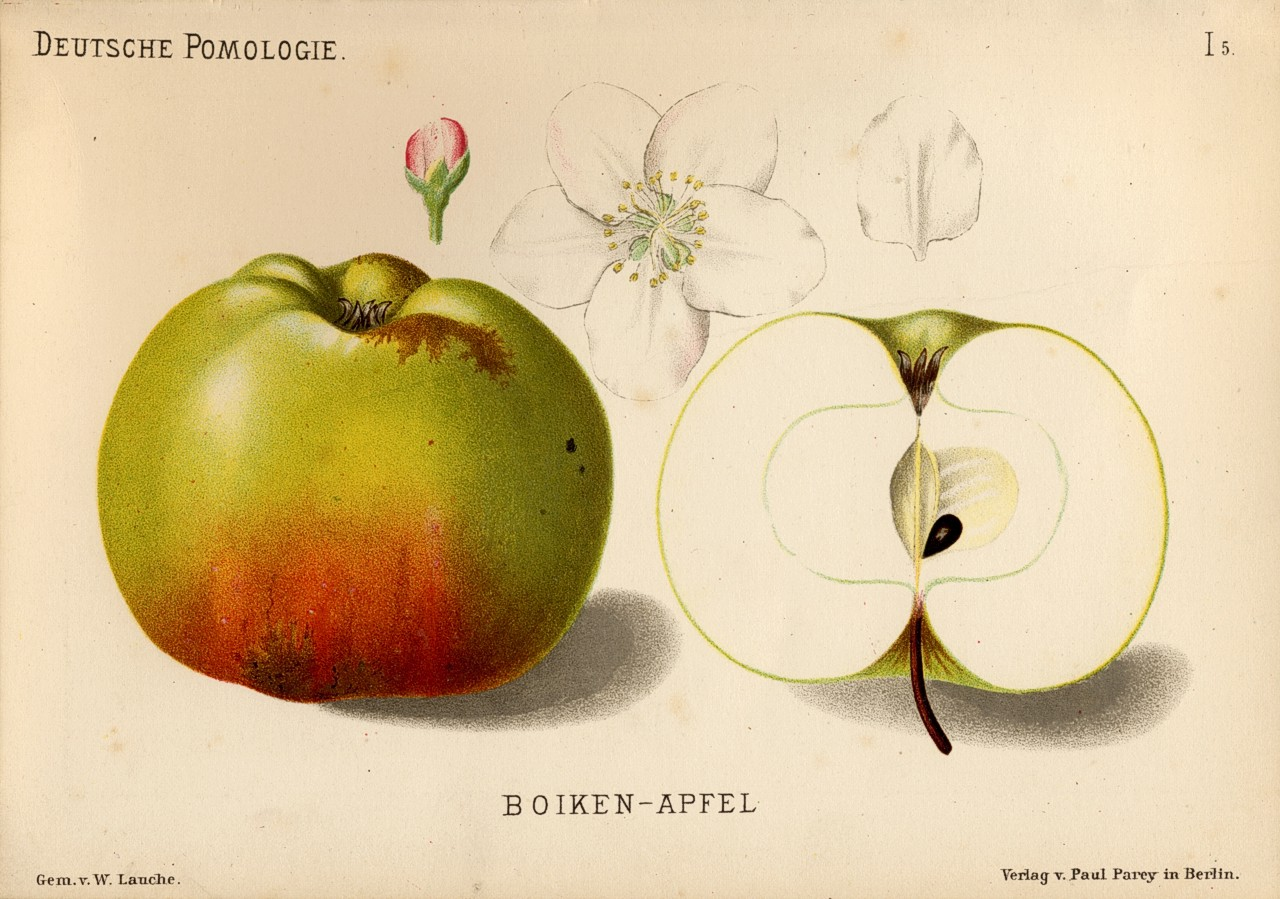
Boikenapfel, aus Deutsche Pomologie 1882

Der Boiken gedeiht in allen Bodenarten und in jeder Lage. Durch seine späte Blüte ist er gegen Spätfröste unempfindlicher.